# Mehdi Huseynzadé
Mehdi Huseynzadé (en azéri : Mehdi Hənifə oğlu Hüseynzadə, né le 22 décembre 1918 à Novxanı en Azerbaïdjan et mort le 2 novembre 1944 à Vitovlje en Slovénie) est un guérillero et éclaireur azerbaïdjanais pendant la Seconde Guerre mondiale. Héros de l'Union soviétique à titre posthume (11 avril 1957).

## Éducation
Huseynzadé est diplômé de l'école d'art de Bakou, puis  étudie à l'Institut des langues étrangères de Saint-Pétersbourg. Il retourne à Bakou en 1940 et  poursuit ses études à l'Université pédagogique d'État d'Azerbaïdjan.

## La Seconde Guerre mondiale
En août 1941, deux mois après l'invasion de l'Union soviétique par l'Allemagne, Huseynzadé part dans l'Armée rouge. Il participe à la bataille de Stalingrad.
En août 1942, près de la ville de Kalach-na-Donu, Huseynzadé est grièvement blessé et capturé par les Allemands. Il passe un an et demi dans les camps de prisonniers de guerre allemands en Italie du Nord et en Yougoslavie. Au début de 1944, avec deux autres prisonniers de guerre azerbaïdjanais, Javad Hakimli et Asad Gurbanov, Huseynzadé  réussit à s'échapper et à rejoindre le corps de guérilla des partisans yougoslaves-italiens. Au cours de la même année, il devient commandant de l'unité spéciale de diversion de reconnaissance de l'état-major du 9e corps de l'Armée populaire de libération de la Yougoslavie, d'où vient son nom de bataille Mikhaylo.
Au milieu de janvier 1944, Mikhaylo avec les combattants obtient les cartes topographiques de l'adversaire. Le mois prochain, déguisé en officier allemand Mehdi  s'introduit dans les casernes allemandes et fait sauter le local central.

## Actions
Le 2 avril 1944, Huseynzadé et un autre guérillero azerbaïdjanais, Mirdamat Seidov, installent une mine à retardement dans le cinéma Villa Opicina près de Trieste. Fin avril 1944, Huseynzadé, Hans Fritz et Ali Tagiyev font sauter un pont près de la gare de Postojna, ce qui entraîne un accident de train de 24 wagons. En mai, Huseynzade et Seidov font exploser un casino à Trieste, où 150 officiers sont morts et 350 sont blessés. De plus en plus préoccupés par ces attaques, les Allemands fixent une récompense de 400 000 lires italiennes pour tuer M.Huseynzadé.

## Mort héroïque
Le 2 novembre 1944, de retour d'une mission accomplie Mikhaylo tombe sur une embuscade allemande près de la ville de Vitovlje, en Slovénie. Après un combat inégal avec les forces allemandes, tuant 25 d'entre eux, Mehdi Huseynzadé  manque de balles et utilise la dernière pour se suicider.